# يان ولش
يان ولش (بالإنجليزية: Ian Welsh)‏ هو مجدف بريطاني، ولد في 10 مارس 1933 في برمنغهام في المملكة المتحدة.

## وصلات خارجية
- يان ولش على موقع الاتحاد الدولي للتجديف (الإنجليزية)
- يان ولش على موقع أوليمبيديا (الإنجليزية)
- يان ولش على موقع اللجنة الأولمبية البريطانية (الإنجليزية)